# Entamoebida
Entamoebida је ред амебоидних протиста (царство Amoebozoa), које обухвата једну фамилију (Entamoebidae) са једним родом амеба (Entamoeba). Код припадника овог реда не постоје центриоле, бичеви, митохондрије, пероксизоми и хидрогенозоми. Голџијев апарат је редукован. Размножавање се врши деобом по типу затворене митозе, са центрозомом и деобним вретеном унутар једровог овоја.
Одсуство митохондрија у овој групи амеба сматрано је примитивном карактеристиком, односно одређивало је старост ове групе на време пре настанка митохондрија (тренутак ендосимбиозе). Савремено схватање је да је одсуство митохондрија секундарна карактеристика и да су ентамебе група унутар царства амебоидних протиста (Amoebozoa).